# Hybanda anodonta
Hybanda anodonta är en insektsart som beskrevs av Buckton. Hybanda anodonta ingår i släktet Hybanda och familjen hornstritar. Inga underarter finns listade i Catalogue of Life.